# 1087년

## 연호
- 북송(北宋) 원우(元祐) 2년
- 요(遼) 대안(大安) 3년
- 일본(日本) 오토쿠(応徳) 4년 / 간지(寛治) 원년
- 서하(西夏) 천의치평(天儀治平) 2년
- 리 왕조(李朝) 꽝흐우(廣佑) 3년

## 기년
- 고려(高麗) 선종(宣宗) 4년
- 북송(北宋) 철종(哲宗) 2년
- 요(遼) 도종(道宗) 33년
- 서하(西夏) 숭종(崇宗) 2년
- 리 왕조(李朝) 인종(仁宗) 16년

## 탄생
- 9월 13일 - 비잔티움 제국의 황제 요안니스 2세. (~1143년)

### 미상
- 서요(西遼)의 초대 황제 야율대석. (~1143년)

## 사망
- 9월 9일 - 잉글랜드의 국왕 윌리엄 1세. (1028년~)
- 9월 16일 - 제158대 로마의 교황 교황 빅토르 3세. (1027년~)